# Foumbouni
Foumbouni è un centro abitato delle Comore, situato sull'isola di Grande Comore.
| Controllo di autorità | VIAF (EN) 144599289 · LCCN (EN) no2004049872 · J9U (EN, HE) 987007467861805171 |